# Object File Format
Object File Format bezeichnet ein sehr einfaches Datenformat, das ein aus beliebigen Polygonen zusammengesetztes Polyeder beschreibt und von wissenschaftlichen Programmen verwendet wird, die mit 2D-Mannigfaltigkeiten in 3D arbeiten. Die Oberflächen in diesen 3D-Modellen werden mit unstrukturierten Dreiecksgittern beschrieben. Die Namenserweiterung für diese Dateien ist typischerweise .off.

## Aufbau
Eine Datei im Object File Format ist eine Textdatei in ASCII-Kodierung. Alle Zahlenwerte werden durch Leerzeichen getrennt, als Dezimaltrennzeichen dient ein Punkt.
Die erste Zeile der Datei besteht nur aus dem Schlüsselwort OFF. Die zweite Zeile enthält drei natürliche Zahlen für die Anzahl der Eckpunkte, Flächen und Kanten des Polyeders. Die Anzahl der Kanten kann von verarbeitenden Programmen ignoriert werden, da diese durch die Zahl der Ecken und Flächen eindeutig bestimmt ist.
Die folgenden Zeilen beschreiben jeweils einen Eckpunkt durch seine drei Kartesischen Koordinaten x, y und z. Die einzelnen Eckpunkte werden nicht explizit indiziert, implizit werden die Punkte entsprechend ihrer Reihenfolge von Null ab nummeriert.
Auf die Aufzählung der Eckpunkte folgt noch jeweils eine Zeile für jede Fläche. Hierbei wird zuerst die Anzahl der Eckpunkte der Fläche angegeben und anschließend die Indizes der Eckpunkte aufgezählt und damit ein Triangle Strip definiert.
Optional kann das Dreiecksgitter mit Farben versehen werden.

## Beispiel
```
OFF
# cuboid.off
# Ein Quader.

8 6 12
 1.0   0.0   1.0
 0.0   1.0   1.0
-1.0   0.0   1.0
 0.0  -1.0   1.0
 1.0   0.0  -1.0
 0.0   1.0  -1.0
-1.0   0.0  -1.0
 0.0  -1.0  -1.0
 4  0 1 2 3
 4  7 4 0 3
 4  4 5 1 0
 4  5 6 2 1
 4  3 2 6 7
 4  6 5 4 7

```

Weitere Beispiele sind auf der Website des Princeton Benchmark for 3D Mesh Segmentation zu finden.

## Verwandte Dateiformate
- PLY – Polygon File Format
- STL – Standard Triangulation/Tesselation Language
- OBJ – von Wavefront Technologies